# Egbert van Drielst

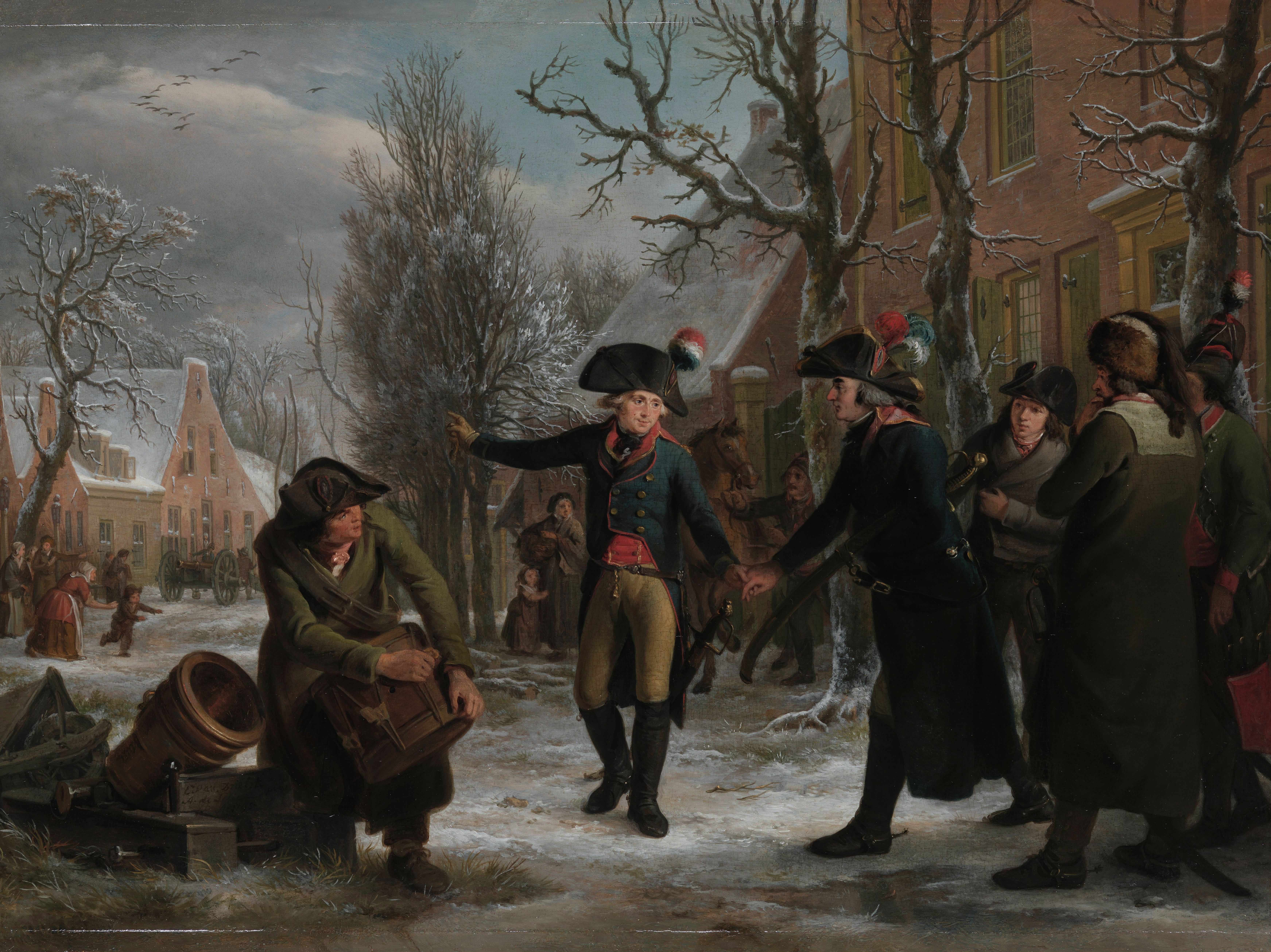
Krayenhoff prend congé de Daendels avant son départ de Maarssen pour Amsterdam, 18 janvier 1795, par Adriaan de Lelie et Egbert van Drielst.

Egbert van Drielst, né à Groningue le 12 mars 1745 et mort à Amsterdam le 4 juin 1818, est un peintre  de paysages néerlandais, aquarelliste et dessinateur.
C'est un spécialiste des papiers peints.

## Biographie
Élève de Hendrik II Meyer (1737-1793), il travaille pour la fabrique de tapisserie du peintre Jan Augustini (1725-1773) à Haarlem et pour celle de Snyers à Amsterdam.

## Musées
- Amsterdam:
  - Krayenhoff quitte le général Daendels à Maarssen (avec Adriaan de Lelie)
- Rouen:
  - Paysage.
  - Forêt.